# مدينة الملك فهد الطبية

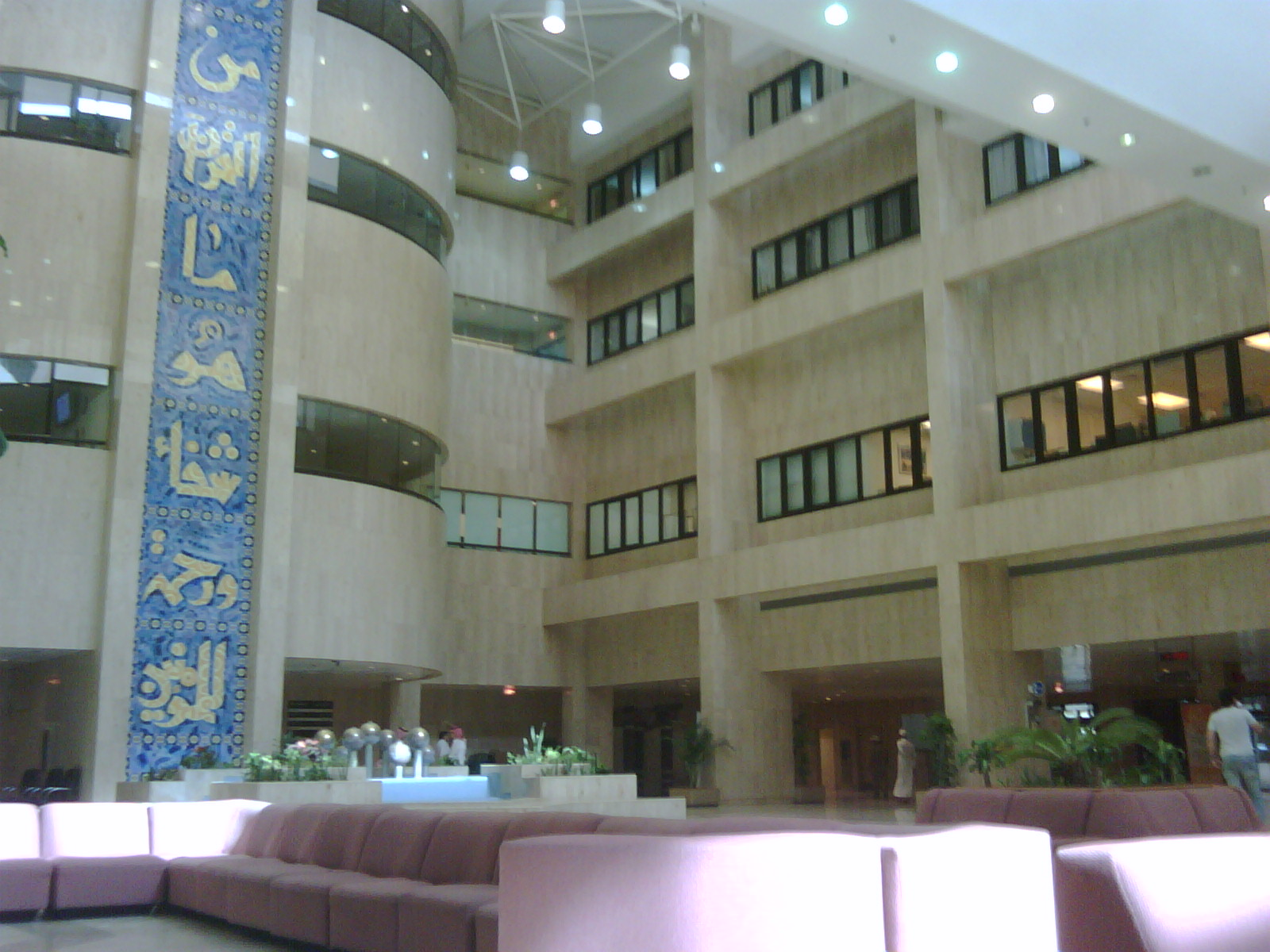

تعد مدينة الملك فهد الطبية (بالإنجليزية: King Fahad Medical City)‏ في الرياض من أكبر المدن الطبية المستقلة في الشرق الأوسط وبسعة إجمالية من (1200) سريرا وتضم: المستشفى الرئيس، مستشفى النساء التخصصي، مستشفى الأطفال، مستشفى التأهيل. يوجد بالمدينة أربعة مراكز: مركز الملك سلمان لطب وجراحة القلب، مركز العلوم العصبية، مركز الأورام، والمركز التخصصي للسكري والغدد الصم.

## المستشفى الرئيسي
تعد مدينة الملك فهد أحد المشاريع العملاقة بالمملكة، وهي من أكبر المجمعات الصحية في منطقة الشرق الأوسط، وقد بدأت الفكرة في منتصف التسعينيات الهجرية، وتعاقدت وزارة الصحة مع شركة RBSD لعمل التصاميم، وكان ذلك في عام 1401هـ/1981م، ثم تشغيله في عام 1425هـ/ 2004م، ويعتبر المستشفى الرئيسي مركزاً متخصصاً في تقديم الرعاية الطبية والجراحية ورعاية الحالات الحرجة وخدمات طب الأسنان، كما أنه يسهم في التثقيف الصحي والتعليمي على المستوى المحلي، بالإضافة إلى تعزيز علاج الأمراض من خلال الأبحاث الطبية وبرامج التدريب الطبي المتخصصة.

### أقسام المستشفى الرئيسي
قسم الأمراض الصدرية والعناية المركزة:
- وحدة العناية الحرجة.
- وحدة الأمراض الصدرية.

قسم أمراض وجراحة الفم والأسنان:
- شعبة طب الفم والأسنان الوقائي.
- شعب الأسنان في المستشفيات.

### قسم التخصصات الجراحية

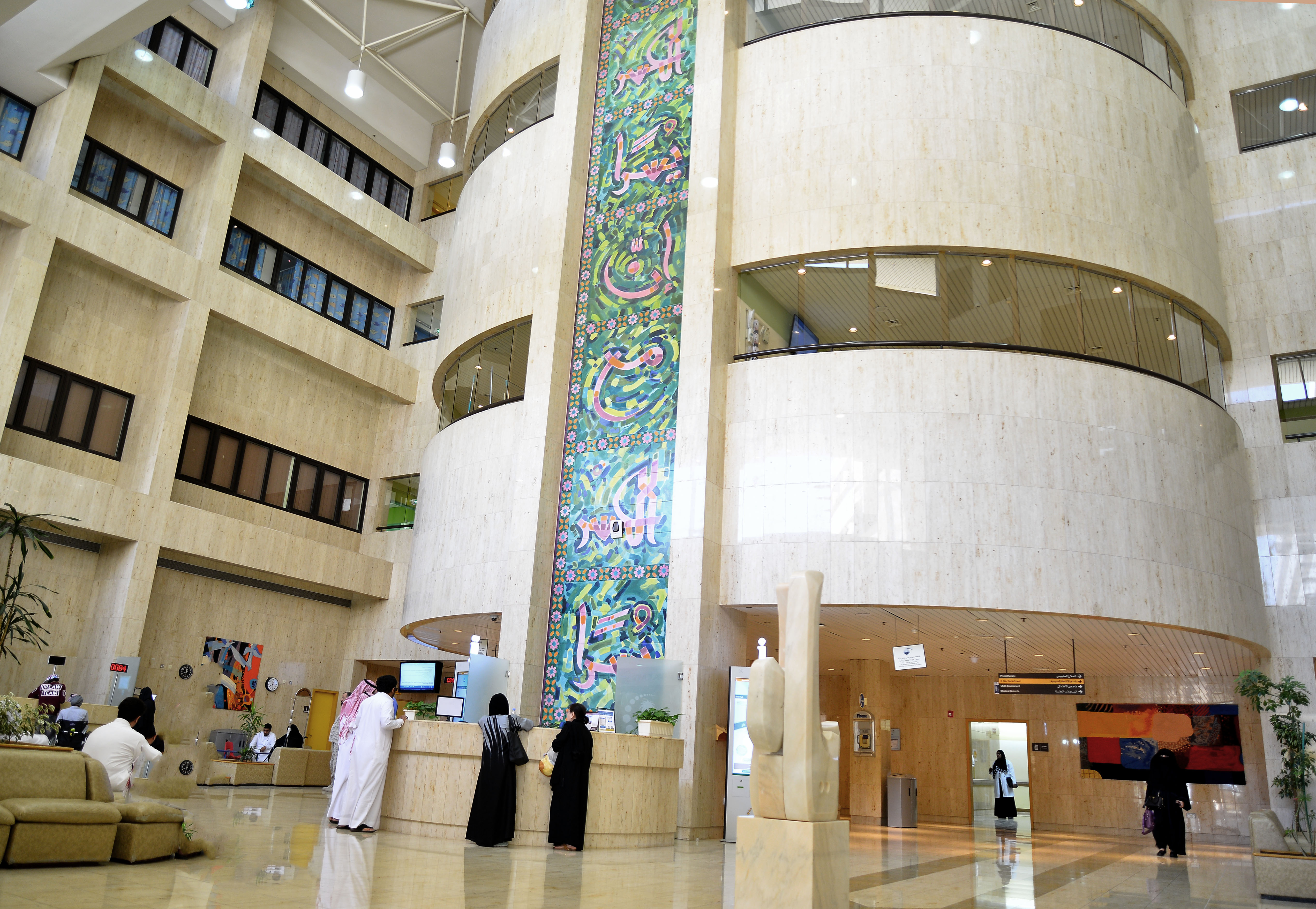

- شعبة جراحة المسالك البولية.
- شعبة جراحة العظام.
- شعبة جراحة الأنف والأذن والحنجرة.
- شعبة جراحة التجميل.
- شعبة جراحة العيون.

### قسم التخصصات الباطنية

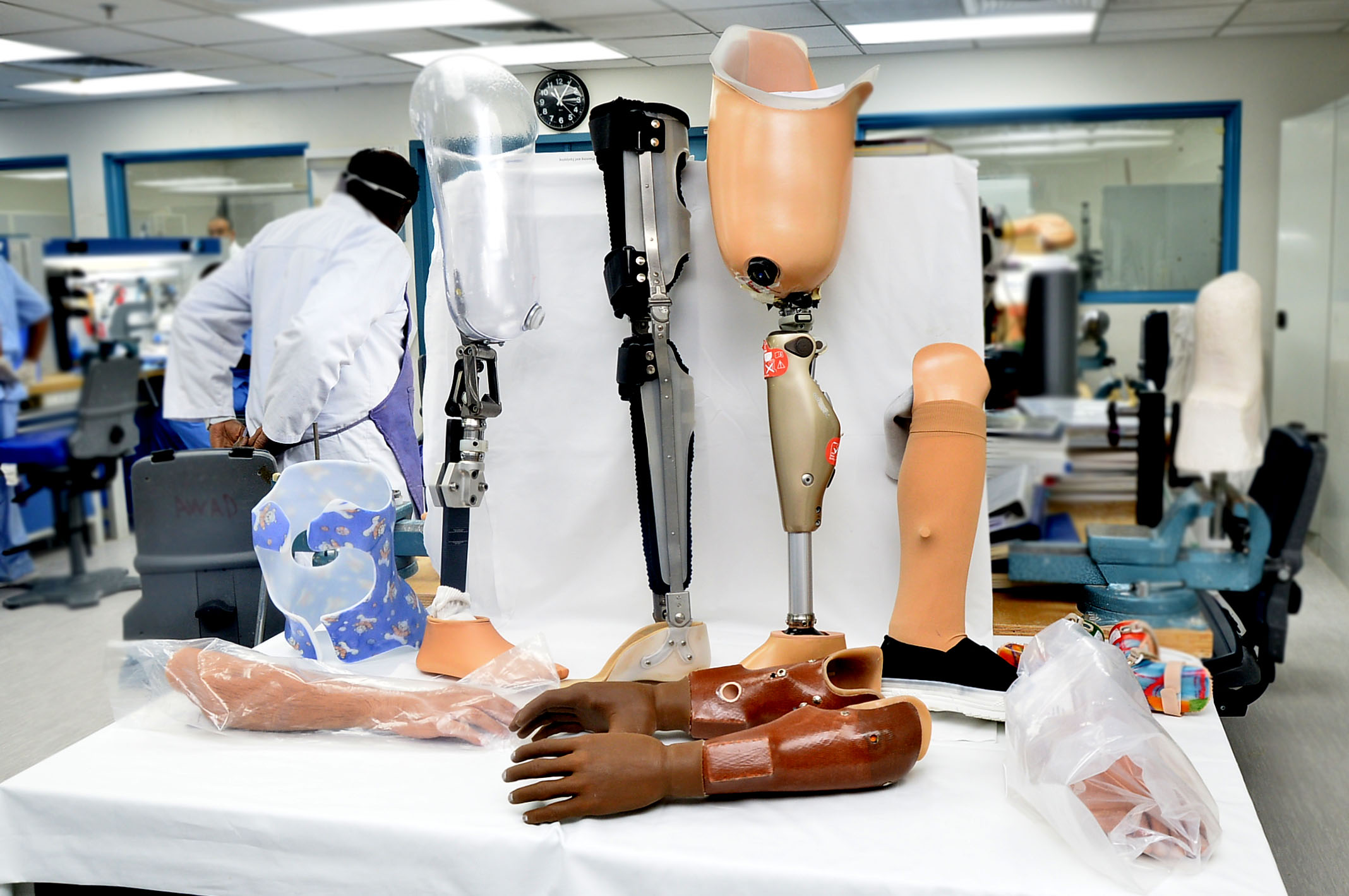

- وحدة الباطنة العامة.
- وحدة الجهاز الهضمي.
- وحدة الكلى.
- وحدة الروماتيزم.
- وحدة الأمراض المعدية.
- وحدة الجلدية.

### قسم جراحة الأورام
- وحدة جراحة المناظير.
- وحدة جراحة الكبد والأورام.
- وحدة جراحة القولون والمستقيم.
- وحدة جراحة الثدي والغدد الصماء.

## مستشفى الأطفال التخصصي
تم تشغيله بتاريخ 7 ربيع الثاني 1424 هـ الموافق 6 يونيو 2003 كواحد من أكبر المستشفيات في المنطقة بأعلى مستوى من الخدمات، وبعد فترة وجيزة احتل مكانة بارزة بين مستشفيات الأطفال في القطاع العام، حيث تم تصميمه بشكل مميز ليوفر مستوى عالٍ من الرعاية الطبية للأطفال، بالإضافة إلى المرافق الطبية المتطورة التي هي في أتم الاستعداد لتتناسب مع احتياجات الأطفال وحديثي الولادة، وتوفر العديد من البرامج الطبية المتخصصة والوسائل المتطورة لتقديم الرعاية الطبية المكثفة لفئة معينة من المرضى تحت إشراف فريق متميز من الأطباء والممرضين وغيرهم من موظفي القطاع الصحي. يقدم مستشفى الأطفال التخصصي خدماته وفقاً للقواعد الدولية في هذا المجال على النحو التالي:

### التثقيف الصحي للمرضى

#### محاضرات التوعية والبرامج الترفيهية
- الأنشطة التعليمية للأطفال.
- الثوابت الطبية.
- البحوث الطبية والدعم العلمي.
- متابعة التدريب والتعليم الطبي المستمر.

عدد الأسرة: 213 سرير.

### قسم التخصصات الدقيقة للأطفال
- شعبة الحساسية والمناعة.
- شعبة النمو والسلوك وطب المراهقين.
- شعبة الغدد الصماء.
- شعبة الجهاز الهضمي.
- شعبة الأمراض المعدية.
- شعبة الوراثة الطبية.
- شعبة الكلى.
- شعبة الجهاز التنفسي.
- شعبة الأمراض الروماتزمية.

## مستشفى النساء التخصصي
تم تشغيله في تاريخ 29 شعبان 1424هـ الموافق 26 أكتوبر 2003م، وهو واحد من أهم المستشفيات التخصصية في مجال أمراض النساء والتوليد في المملكة العربية السعودية والذي أُنشئ وفقاً لأحدث الأسس والمعايير الدولية، حيث يوفر الرعاية في حالات الحمل الخطرة، وعلاج العقم ومضاعفات المراحل الأولى من الحمل، إلى جانب توفير الرعاية الصحية للنساء، وقد تم إعداد العديد من العيادات المتخصصة لخدمة أهداف المستشفى ولتقديم خدمات متخصصة لأمراض النساء، بالإضافة إلى قدرته الاستيعابية لإجراء العديد من العمليات الجراحية دون الحاجة لبقاء المريضات لأكثر من يوم واحد.

### أقسام مستشفى النساء التخصصي
- قسم طب الإنجاب والغدد الصم والعقم.
- قسم الأمراض البولية النسائية.
- قسم الأورام النسائية.
- قسم طب الأمومة والأجنة.
- وحدة الأمواج فوق الصوتية.
- قسم أمراض النساء والولادة.
- وحدة المخاض والولادة.
- وحدة الطوارئ.

## مستشفى التأهيل الطبي
افتتُح مستشفى التأهيل الطبي في عام 1425 الموافق 2004م، ويُعتبر أول مستشفى تابع لوزارة الصحة في تقديم خدمات إعادة التأهيل الشامل للمرضى حديثي الإصابة والمرضى الذين يحتاجون إلى خدمات العلاج التأهيلي من جميع الأعمار، كما يعتبر المستشفى المؤسسة الطبية الأولى خارج أمريكا الشمالية الذي يحصل على شهادة الاعتماد الدولي (كارف) من المجلس المركزي لاعتماد المنشآت الصحية، بعد أن أجرى «كارف» مسح كامل لجميع خدمات التأهيل الطبي على مدى عامين، وأصبحت مدينة الملك فهد الطبية اليوم عضواً في المجلس المركزي لاعتماد المنشآت الصحية، كما أصبح المسؤولين في مستشفى التأهيل الطبي يقيّمون مستشفيات الاتحاد الأوروبي ومستشفيات الولايات المتحدة. والخطوة الأولى للمستشفى نحو تحقيق رؤيتها هي أخذ زمام المبادرة في توفير خدمات شاملة للتأهيل الطبي في: إصابات الحبل الشوكي، وعلاج المرضى الذين يعانون من إصابات الرأس، ومرضى السكتة الدماغية، ومرضى الشلل الدماغي، ومبتوري الأطراف، والمرضى الذين يعانون من الأورام وأمراض القلب والأوعية الدموية، بالإضافة إلى المرضى الذين يعانون من إصابات الجهاز الحركي، وغيرها من الإعاقات.

### أقسام مستشفى التأهيل الطبي
- قسم العلاج الطبيعي.
- شعبة العيادات الخارجية.
- شعبة التنويم.
- شعبة التنويم الحاد.
- شعبة الأطفال.
- قسم تقنيات التأهيل.
- شعبة الأطراف الصناعية.
- شعبة الأجهزة التعويضية.
- شعبة تقنيات التأهيل.
- قسم الرعاية التأهيلية الشاملة.
- شعبة العلاج الوظيفي-العيادات الخارجية.
- شعبة العلاج الوظيفي-تنويم.
- شعبة العلاج الوظيفي الحاد-تنويم.
- شعبة العلاج بالفن.
- قسم اضطرابات التواصل والبلع.
- شعبة السمعيات.
- شعبة علاج النطق واللغة.
- شعبة البلع.
- قسم الطب الطبيعي والتأهيل.
- شعبة تأهيل إصابات الحبل الشوكي.
- شعبة التأهيل العصبي والجلطات الدماغية.
- شعبة تأهيل إصابات الرأس الرضحية.
- شعبة تأهيل الجهاز الحركي ومابعد البتر.
- شعبة تأهيل الأطفال.

## المركز الوطني للعلوم العصبية
بدأ المركز الوطني للعلوم العصبية في توفير الرعاية الطبية التخصصية السريرية الشاملة في مجال علوم الأعصاب حتى تاريخ 13/4/1432هـ الموافق 18/3/2011م، وبموجب صدور المرسوم الملكي رقم (66أ) تم إنشاء المركز بطريقة أكثر تطوراً وتقدماً من أجل أن يكون مرجعية محلية. وتجاوز المركز اليوم المراحل التأسيسية إلى خطط توسعية على المستوى الطبي والخدمات التشخيصية بالإمكانات الحديثة والتدريب.

### أقسام المركز الوطني للعلوم العصبية
- قسم المخ والأعصاب-أطفال.
- قسم الفسيولوجيا العصبية.
- قسم الصحة العقلية.
- قسم علم النفس.
- قسم الطب النفسي.
- قسم جراحة العمود الفقري.
- قسم جراحة المخ والأعصاب-كبار.
- قسم جراحة المخ والأعصاب-أطفال.
- قسم المخ والأعصاب.
- قسم العناية الحرجة للأعصاب.

## مركز الملك سلمان لطب وجراحة القلب
تأسس مركز الملك سلمان لطب وجراحة القلب في منتصف عام 1426 هـ الموافق عام 2005 م، لتقديم أعلى مستويات الخدمات الطبية لمرضى القلب من مختلف الحالات الطبية ولجميع الأعمار. ويهدف المركز إلى توفير الخدمات العلاجية على المستوى العالمي لمرضى القلب المحولين إليه من جميع أنحاء المملكة العربية السعودية، وتم خلال شهر أكتوبر 2005، إجراء أول عملية قسطرة في مدينة الملك فهد الطبية.

### أقسام مركز الملك سلمان لطب وجراحة القلب
- قسم جراحة القلب.
- قسم جراحة القلب للأطفال.
- غرف عمليات جراحة القلب للأطفال.
- وحدة العناية المركزة بجراحة القلب للأطفال.
- قسم جراحة القلب للكبار.
- غرف عمليات جراحة القلب للكبار.
- وحدة العناية المركزة بجراحة القلب للكبار.
- وحدة جراحة الأوعية الدموية.
- قسم أمراض القلب للأطفال.
- معمل قسطرة القلب للأطفال.
- معمل الفحوصات اللاتداخلية للأطفال.
- قسم أمراض القلب للكبار.
- شعبة آلام الصدر.
- شعبة كهربائية القلب.
- معمل قسطرة القلب للكبار.
- وحدة العناية القلبية.
- معمل الفحوصات اللاتداخلية للكبار.
- وحدة أمراض القلب الخلقية للكبار.

## مركز الأورام
مركز الأورام بمدينة الملك فهد الطبية هو أحد المراجع الرئيسية لمرضى الدم والأورام بوزارة الصحة، حيث يستقبل هذا المركز جميع المرضى من جميع أنحاء المملكة العربية السعودية لتلقي العلاج والمتابعة الدورية، وبدأ المركز في شهر جمادى الآخرة 1425 هـ الموافق شهر يونيو 2004، ومنُح أول علاج كيميائي عن طريق الوريد في شهر رمضان من نفس العام. وكان قادراً على تغطية جزء كبير من أمراض الدم والأورام بالإضافة إلى العلاج الإشعاعي والعلاج التلطيفي، ولقد ساهم مركز الأورام الشامل في تطوير الاستراتيجية الوطنية للسرطان بالتعاون مع وزارة الصحة.

### أقسام مركز الأورام
- قسم الطب التلطيفي.
- قسم العلاج بالأشعة.
- شعبة الفيزياء الطبية.
- وحدة العلاج بالأشعة.
- قسم أورام الدم وأورام الأطفال.
- قسم أورام الدم وزراعة النخاع للكبار.
- قسم طب الأورام للبالغين.

## المركز التخصصي لعلاج السمنة والغدد الصماء والاستقلاب
أُنشئ المركز في شهر جمادى الآخرة 1425 هـ الموافق شهر يونيو 2004م، تحت عنوان المركز الوطني للسكري والغدد الصماء، وتم تغيير اسمه في تاريخ 23 رمضان 1435هـ الموافق 20 يوليو 2014م ليكون أكثر شمولية. ويُقدم المركز خدماته لكافة المرضى المنومين أو المراجعين في العيادات الخارجية، بالإضافة إلى تقديم الاستشارات وعلاج السمنة، وأمراض الغدد الصماء والاستقلاب، ويلعب المركز دوراً وقائياً ويتعامل مع الحالات المتقدمة من السمنة المفرطة ومرضى السكري لتجنب الإصابة بأمراض أخرى.

### أقسام المركز
- قسم السكري.
- وحدة السكري والغدد للحوامل.
- وحدة مضخات الانسولين.
- وحدة القدم السكري.
- قسم الغدد الصماء.
- وحدة الغدة الدرقية.
- وحدة الغدد الصماء الحيوية والغدة النخامية.
- وحدة الأمراض الاستقلابية العظمية.
- قسم السمنة.